# Seznam sopek Nového Zélandu a Fidži
Toto je seznam sopek Nového Zélandu a Fidži.

## FrancieFrancie

### Wallis a FutunaWallis a Futuna
| Název | Forma          | Výška (m) | Souřadnice   | Souřadnice    | Poslední erupce |
| Název | Forma          | Výška (m) | Zem. šířka   | Zem. délka    | Poslední erupce |
| ----- | -------------- | --------- | ------------ | ------------- | --------------- |
| Uvea  | štítový vulkán | 143       | 13°18'00'' S | 176°10'00'' W | 6050 př. n. l.  |

## FidžiFidži
| Název      | Forma          | Výška (m) | Souřadnice   | Souřadnice    | Poslední erupce |
| Název      | Forma          | Výška (m) | Zem. šířka   | Zem. délka    | Poslední erupce |
| ---------- | -------------- | --------- | ------------ | ------------- | --------------- |
| Koro       | sopečné kužele | 522       | 17°19'00'' S | 179°24'00'' E | ???             |
| Nabukelevu | lávové dómy    | 805       | 19°07'00'' S | 177°59'00'' E | 580 př. n. l.   |
| Taveuni    | štítový vulkán | 1241      | 16°49'00'' S | 179°58'00'' W | 8040 př. n. l.  |

## Nový ZélandNový Zéland
| Název                       | Forma            | Výška (m) | Souřadnice   | Souřadnice    | Poslední erupce |
| Název                       | Forma            | Výška (m) | Zem. šířka   | Zem. délka    | Poslední erupce |
| --------------------------- | ---------------- | --------- | ------------ | ------------- | --------------- |
| Egmont                      | stratovulkán     | 2518      | 39°18'00'' S | 174°04'00'' E | 6050 př. n. l.  |
| Healy                       | podmořský vulkán | 950       | 34°59'00'' S | 179°00'00'' E | 1360            |
| Maroa                       | kaldera          | 1156      | 38°25'00'' S | 176°05'00'' E | 7050 př. n. l.  |
| Okataina                    | lávové dómy      | 1111      | 38°07'00'' S | 176°30'00'' E | 1973            |
| ostrov Mayor                | štítový vulkán   | 355       | 37°17'00'' S | 176°15'00'' E | 6050 př. n. l.  |
| Reporoa                     | kaldera          | 592       | 38°25'00'' S | 176°20'00'' E | 1180            |
| Rotorua                     | kaldera          | 757       | 38°05'00'' S | 176°16'00'' E | pleistocén      |
| Ruapehu                     | stratovulkán     | 2797      | 39°17'00'' S | 175°34'00'' E | 1997            |
| Rumble                      | podmořský vulkán | - 700     | 36°08'22'' S | 178°11'50'' E | ???             |
| Taupo                       | kaldera          | 760       | 38°49'00'' S | 176°00'00'' E | 9850 př. n. l.  |
| Tongariro                   | stratovulkán     | 1978      | 39°08'00'' S | 175°38'30'' E | 1977            |
| vulkanické pole Auckland    | maary            | 260       | 36°54'00'' S | 174°52'00'' E | 1350            |
| vulkanické pole Kaikohe-Bay | troskové kužele  | 388       | 35°18'00'' S | 173°54'00'' E | 400             |
| Whale Island                | komplexní vulkán | 354       | 37°51'30'' S | 176°59'00'' E | pleistocén      |
| Whangarei                   | sopečné kužele   | 397       | 35°45'00'' S | 174°16'00'' E | ???             |
| White Island                | stratovulkán     | 321       | 37°31'00'' S | 177°11'00'' E | 2019            |

### Kermadekovy ostrovy
| Název           | Forma            | Výška (m) | Souřadnice   | Souřadnice    | Poslední erupce |
| Název           | Forma            | Výška (m) | Zem. šířka   | Zem. délka    | Poslední erupce |
| --------------- | ---------------- | --------- | ------------ | ------------- | --------------- |
| Curtisův ostrov | podmořský vulkán | 137       | 30°32'32'' S | 178°33'39'' W | ???             |
| Macauley        | kaldera          | 238       | 30°12'00'' S | 178°28'00'' W | 4630 př. n. l.  |
| Monowai         | podmořský vulkán | - 100     | 25°53'15'' S | 177°11'17'' W | 2005            |
| Raoul           | stratovulkán     | 516       | 29°16'00'' S | 177°55'00'' W | 1965            |

## SamoaSamoa
| Název   | Forma          | Výška (m) | Souřadnice   | Souřadnice    | Poslední erupce |
| Název   | Forma          | Výška (m) | Zem. šířka   | Zem. délka    | Poslední erupce |
| ------- | -------------- | --------- | ------------ | ------------- | --------------- |
| Savai'i | štítový vulkán | 1858      | 13°36'42'' S | 172°31'30'' W | 1911            |
| Upolu   | štítový vulkán | 1100      | 13°56'06'' S | 171°43'00'' W | ???             |

## TongaTonga
| Název         | Forma            | Výška (m) | Souřadnice   | Souřadnice    | Poslední erupce |
| Název         | Forma            | Výška (m) | Zem. šířka   | Zem. délka    | Poslední erupce |
| ------------- | ---------------- | --------- | ------------ | ------------- | --------------- |
| Curacoa       | podmořský vulkán | - 33      | 15°37'00'' S | 173°40'00'' W | 1973            |
| Falcon        | podmořský vulkán | - 17      | 20°19'00'' S | 175°25'00'' W | 1936            |
| Fonualei      | stratovulkán     | 180       | 18°01'00'' S | 174°19'30'' W | 1846            |
| Home Reef     | podmořský vulkán | - 2       | 18°59'30'' S | 174°46'30'' W | 1984            |
| Hunga Ha'apai | kaldera          | 149       | 20°34'00'' S | 175°23'00'' W | 1988            |
| Hunga Tonga   | kaldera          | 149       | 20°34'00'' S | 175°23'00'' W | 1988            |
| Kao           | stratovulkán     | 1030      | 19°40'00'' S | 175°02'00'' W | ???             |
| Late          | stratovulkán     | 540       | 18°48'20'' S | 174°39'00'' W | 1790            |
| Metis Shoal   | podmořský vulkán | -43       | 19°11'00'' S | 174°52'00'' W | 1995            |
| Niuafo'ou     | štítový vulkán   | 260       | 15°36'00'' S | 175°38'00'' W | 1985            |
| Tafahi        | stratovulkán     | 560       | 15°51'00'' S | 173°43'00'' W | 1988            |
| Tofua         | kaldera          | 515       | 19°45'00'' S | 175°04'00'' W | 1960            |